# Max Sillig
Max „Père Hockey” Sillig (Svájc, Vaud kanton, La Tour-de-Peilz, 1873 november 19. – Svájc, Vaud kanton, Lausanne, 1959. november 15.) svájci jégkorongozó, olimpikon.
Az olimpián az 1920-as nyárin vett részt a svájci jégkorongcsapatban. Első mérkőzésükön nagy vereséget szenvedtek el az amerikaiaktól: 29–0-ra kikaptak. Ezután a bronzmérkőzésért játszottak a svéd válogatottal, amin 4–0-ra ismét kikaptak. Így az ötödikek lett.
46 évesen ő volt a legidősebb jégkorongozó az olimpián.
A Nemzetközi Jégkorongszövetség (IIHF) elnöke volt 1920 és 1922 között.